# قرية بير فقم
العلم الرسمي

تعديل مصدري - تعديل

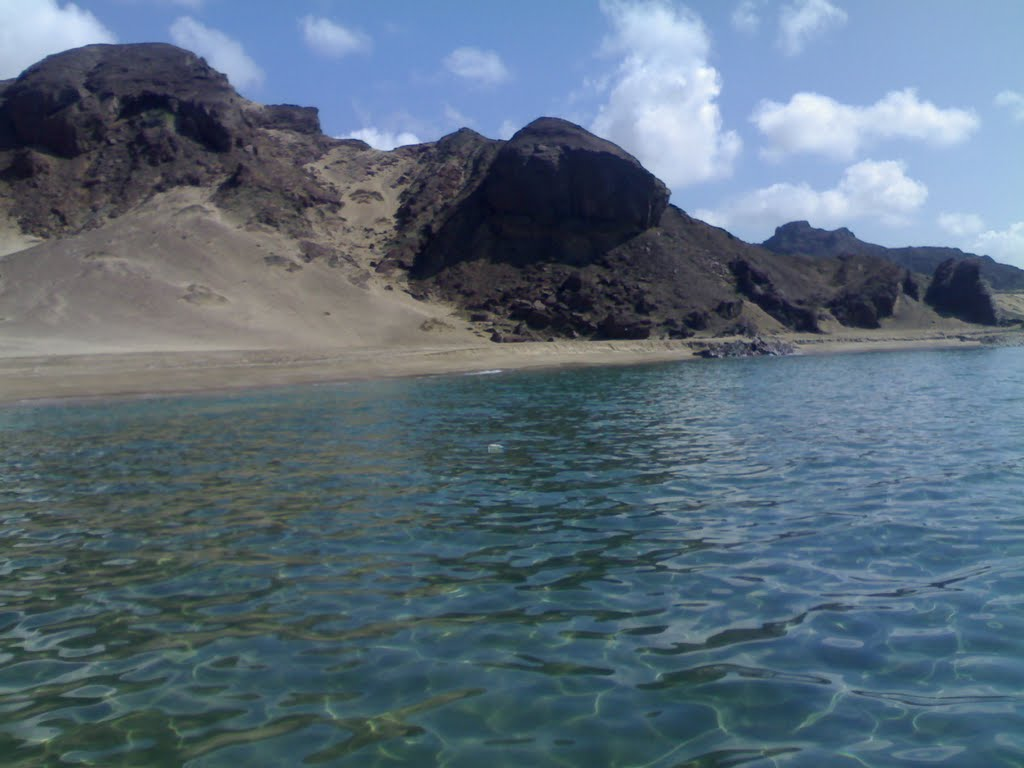
الشريط الساحلي قرية فقم الساحلية

قرية بير فقم هي قرية يمنية الواقعة في محافظة عدن في الجهة الغربية من مدينة البريقة على الطريق الدولي عدن-باب المندب، وهي قرية ساحلية يبلغ طول ساحلها الداخلي حوالي 1 كم.. يحدها بحر خليج عدن من الجنوب وخليج بندر فقم وقرية عمران من الغرب، أما من الشرق فتحدها سلسلة جبال رأس عباس ومن الشمال منطقة صلاح الدين وأراضي فردوس فقم، وتبعد عن العاصمة الاقتصادية عدن بما يقارب 30 كيلومتر 

## اسمها
عرفت فقم (بضم الفاء والقاف) بهذا الاسم منذ قديم الزمان، ولا يعرف له مصدر أو سبب للتسمية .
قرية بئر فقم الساحلية مرتبطة بشريط ساحلي طويل ، يمتد من قرية فقم الساحلية مارًا بقرية عمران ثم قرية قعوه ثم قرية خور العميرة  ثم رأس العارة إلى باب المندب الشهير المطل على البحر الأحمر  . و في هذا الشريط الساحلي الطويل مصدر وافر من الإنتاج السمكي و الأحياء البحرية كما أنه يوفر بيئة خصبة لتكاثر أنواع بحرية و منها السلاحف و السرطانات و الحبّار  . و على هذا الشريط الساحل تبرز العديد من الجزر الصغيرة و أشباه الجزر منها "جزيرة العزيزي" و  "جزيرة الجحب" و "جزيرة أبو شملة" و "جزيرة بَحْرة" و تمتاز هذه الجزر بمناظرها الخلابة الجاذبة للسياح .
- حِرَف أهلها قديمًا

بما أن قرية فقم ساحلية فقد امتهن معظم سكانها البحر منذ القديم، فقد اشتغل أهلها صيد السمك وصارت فقم مشهورة على مستوى الخط الساحلي من باب المندب حتى شقرة كا أهم مركز أنتاجي لتزويد محافظة عدن بالأسماك بمختلف أنواعها إضافة إلى الأحياء البحرية الأخرى مثل (الحبار وخيار البحر والسلطعون...) بينما توجه آخرون للعمل في صناعة النفط حيث يعمل عدد منه في شركة مصفاة عدن واتجه عمل الكثير من الأبناء الذين استكملوا التعليم الجامعي والمهني إلى امتهان التدريس والتمريض.. ونستطيع أن نقول ان مهنة البحر هي المهنة الأصلية في القرية.
وهناك مهن نسوية للمرأة الفقمية مثل النقش بالخضاب والحنا والخياطة وصناعة البخور وهده المهنة الأخيرة تميزت بها أكثر من غيرها من القرى المجاورة، وهناك أسر مشهورة بصنع أفضل البخور العدني...
- المميزات

قرية فقم اشتهرت بالطبيعة البحرية والساحرة وجمال الشواطئ الرملية النقية والمتدرجة العمق مثل: بلاج خليج بندر فقم الممتد بشكل قوس نحو الغرب حتى قرية عمران المجاورة بطول 7 كم وأيضاً الشواطئ الجنوبية الصخرية الكثيرة التعرجات والخلجان والجزر التي تصلح للرياضة الصيد والغوص.كما تتميز القرية بالهدوء والأمن والأمانة لأهلها وطيبة وبساطة سكانها البالغ عددهم حوالي 3 آلاف نسمة.. اشتهرت قرية فقم الساحلية القرية بهوائها البحري المنعش واعتدال درجة جوها في الصيف تحت تأثير الرياح الموسمية لذا كانت مصيفا لبعض وجهاء وأثرياء عدن وعلى إحدى تلال فقم اقامت شركة البريطانية Bb مجموعة مساكن فارهة لكبار موظفيها.وكان لهذه البيئة الطبيعية اثر كبير في ربط أبناء فقم بعضهم ببعض واندماجهم في شغلهم وفراغهم إضافة إلى ما يربطهم من روابط القرية والنسب، مما جعلهم يدا واحدة وقلبا واحدا في هذا الجو المليء بالهواء والماء. كان الأهالي يشيدون بيوتهم من الأخشاب كما كانو يصنعون قواربهم من الخشب ثم يطلونها بزيت الحوت (الصيفة) لمقاومة الملوحة، وكان يتوافد الأهالي لهذه الأعمال طوعا كما كانوا يتنادون بسرعة في أفراح القرية ومناسباتها واجزأنها ولا يتخلف أحد منهم عن هذه المناسبات، وفي نفس الوقت كان أهلها يهرعون لمساعدة من يقع منهم في مشكلة سواء كانت المساعدة المطولة مادية أو معنوية ويتحسسون ذلك قبل السؤال في أغلب الأحيان. وفي الخمسينات افتتح لأبناء القرية مدرسة للصفوف الدنيا في مرتفع (العقبة)بجهود وأنشطة اجتماعية ثم تم الانتقال إلى المدرسة الجديدة التي أقيمت عم 1965عند مدخل القرية وكان لها الأثر الكبير في رفع مستوى أبناء القرية إلى الأمام وتتم أغلاقها فيما بعد لينتقل طلاب فقم عب وسائل النقل الحكومية المجانية للدراسة في مدرسة صلاح الدين القريبة حتى عام 1978 تم الانتهاء من بناء أكبر مدرسة في غرب البريقة وذلك في السهل الجنوبي للقرية عند سفح الجبل وسميت مدرسة 17 أبريل ومازال التعليم جاري فيها وشهدت عملية ترميم وتوسيعه كبيرة في العام الماضي 

## السواحل
1. ساحل عقمات
2. ساحل الشريف
3. ساحل النوبة
4. مساقيه
5. >ساحل النوبة الكبير
6. ساحل رأس عباس
7. ساحل كهف غيداء

## الجبال
1. جبل حُبيبي
2. جبل الكامب
3. جبل رأس عباس
4. جبل حاشد

## جمعيات خيرية في القرية
تم تأسيس جمعيات خيرية في القرية أشهرها جمعية خليج عدن الخيرية..كم تم إنشاء مركز تدريب المرأة الساحلية من قبل منظمات الامم المتحدة لدعم وتطوير المرأة الساحلية..و أيضاً أنشئ مركز التدريب على الحرف البحرية..و سيتم افتتاح مهعد التدريب المهني الذي سيسهم بشكل كبير في تدريب وتأهيل شباب القرية على الحرف المهنية والتقنية التي يحتاجها السوق ويقضي على الكثير من البطالة بين أوساط الشباب وهناك أيضاً عيادة طبية واهتمام خاص بالرعاية الصحية للأم والطفولة..و فقم تمتلك بنية لابأس بها من طريق مسفلت وشبكة كهرباء ومياه وهاتف وان كانت قديمة وبحاجة للتوسعة والتحديث...والان يضرب بنات ونساء القرية مثلا طيباً في العمل الخيري والتطوعي سواء من خلال الأعمال الفردية أو الجماعية التي لا يعلن عنها بل يفضل أصحابها عدم إفشائها رغبة في رضا الله وثوابه..... وجمعية فقم النسوية انما هي ثمرة من ثمار ذلك الخير التي يكتنز قلوب وعقول نساء القرية وتسعي هذة الجمعية بكل جهد لتوسيع عملها واشراك الكثير من المنظمات والهيئات للأشراف والدعم لمسيرتها التنموية 

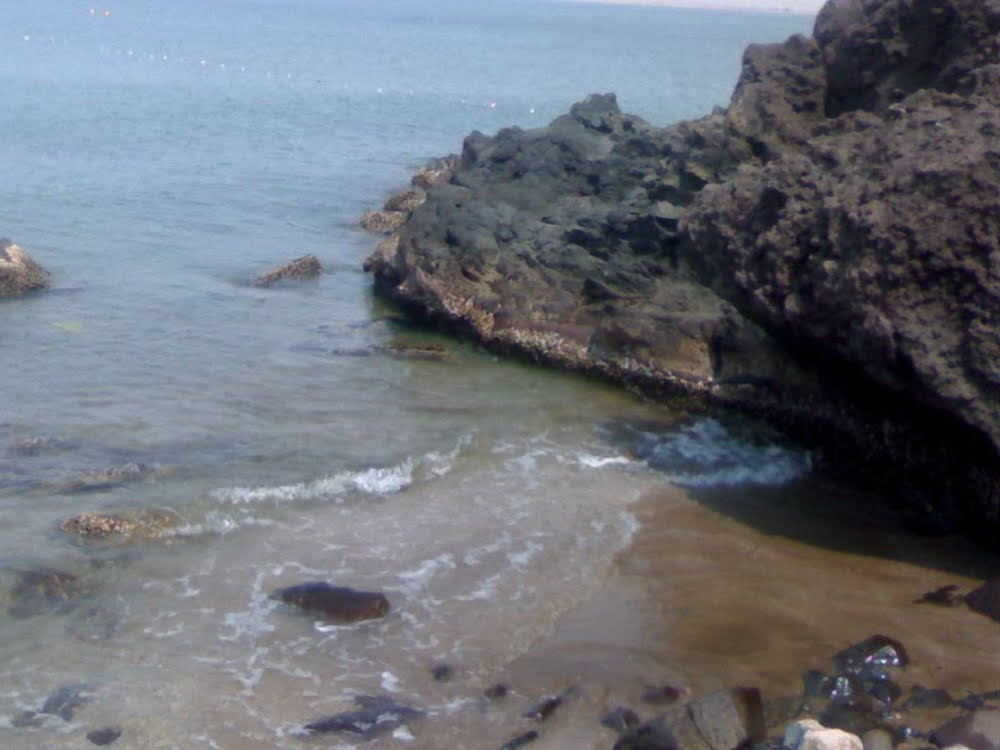
قرية فقم جبل حُبيبي

‌